# Mona Lisa (cráter)
Mona Lisa es un cráter de impacto en el planeta Venus de 79,4 km de diámetro. Lleva el nombre de Mona Lisa, un famoso cuadro de Leonardo da Vinci, y su nombre fue aprobado por la Unión Astronómica Internacional.